# Dendrocygnidae
Dendrocygnidae é uma subfamília da família Anatidae que compreende apenas dois géneros e nove espécies. Certas classificações consideram-na uma família autónoma.
Têm longas pernas e pescoços. Os 2 sexos têm plumagem semelhante. São animais muito gregários.

## Espécies
- Dendrocygna arborea
- Dendrocygna arcuata
- Dendrocygna autumnalis
- Dendrocygna bicolor
- Dendrocygna eytoni
- Dendrocygna guttata
- Dendrocygna javanica
- Dendrocygna viduata
- Thalassornis leuconotus (por vezes classificado como uma subfamília autónoma)